# Trumps mur
Trumps mur – i daglig tale ofte benævnt Trump-muren eller blot muren – var en udvidelse af barrieren langs grænsen mellem USA og Mexico under den amerikanske præsident Donald Trump. Begrebet henviser ligeledes til det valgløfte, som Trump fremlagde under valgkampen i 2016, om at konstruere en grænsemur langs den mexicanske grænse, for at modvirke den ulovlige indvandring. Her lovede han, at – hvis han blev valgt – ville han "bygge en mur og få Mexico til at betale for den". Den daværende præsident for Mexico, Enrique Peña Nieto, afviste at Mexico ville betale for denne mur.
Trump underskrev d. 25. januar 2017 et præsidentielt dekret (Executive Order 13767), hvilket formelt instruerede den amerikanske regering i at påbegynde konstruktionen af en grænsemur langs grænsen mellem USA og Mexico ved hjælp af eksisterende føderal finanser.
Den. 22. december 2018 lukkede den føderale regering ned (et såkaldt 'shutdown') som følge af, at der ikke kunne opnås enighed om en bevillingslov, som skulle sikre finansiering af den føderale regerings aktiviteter. Det primære politiske stridspunkt var her et krav fra Donald Trump, om en bevilling på 5,6 milliarder dollars til at påbegynde konstruktionen af muren. Efter en 35-dags nedlukning (længste nedlukning i USA's historie), gik Trump d. 25. januar 2019 med til at godkende en lov, der midlertidigt ville genåbne den føderale regering frem til d. 15. februar 2019. I denne forbindelse gentog Trump imidlertid sit krav om finansiering til muren og påpegede, at han ville lukke den føderale regering ned igen eller erklære en national nødsituation (engelsk: 'national emergency'), hvis Kongressen ikke havde tildelt midlerne inden d. 15. februar 2019. Donald Trump erklærede efterfølgende, d. 15. februar 2019, en national nødsituation, som følge af utilfredshed med de, af Kongressen, fremsatte bevillinger til muren og grænsekontrol. Formålet med den national nødsituation var, at Trump derved kunne omgås Kongressen og omdirigere bevillinger fra forsvarsbudgettet til muren.
Trump forsøg på at omfordele penge fra forsvarsbudgettet til konstruktionen af muren mødte straks modstand. Selvom nogle føderale domstoles kendelser gik mod Trump, endte det i sidste ende med, at den amerikanske højesteret blåstemplede denne omfordeling fra forsvarsbudgettet.
I marts 2019 bekræftede folk i Trump-administrationen, at man endnu ikke var begyndt at konstruere nye segmenter af muren, omend man var begyndt udskifte dele af et eksisterende grænsehegn. Der var i oktober 2019 planlagt konstruktion af 15 forskellige segmenter af muren ved den mexicanske grænse, som både indbefattede udskiftning af elementer af den eksisterende grænsebarriere samt etablering af ny grænsebarriere.
Der blev i alt konstrueret 455 miles (~730 km) ny barriere/mur, hvoraf 49 miles (~80 km) ikke tidligere havde haft en barriere. Muren består af et knap 10 meter (30 fod) højt stålhegn, hvor der tidligere havde været mindre hegn for at afskrække biler.
Den 20. januar 2021 afsluttede den amerikanske præsident Joe Biden den nationale nødsituation og stoppede konstruktionen af muren. I april 2021 kom det frem, at Bidens sikkerhedsminister, Alejandro Mayorkas, havde fortalt medarbejder i sit departement, at selvom Biden havde indstillet den nationale nødsituation, var der stadig "plads til at træffe beslutninger" om at konstruere mur, der ville gøre at "huller mellem muren" ville blive lukket.

## Baggrund
Man har på USA's grænse mod Mexico konstrueret en række forskellige fysiske barrierer, som har det formål at forhindre folk fra ulovligt at krydse grænsen fra Mexico indtil USA. Disse fysiske konstruktioner har ikke karakter af en sammenhængende struktur, men har derimod snarere karakteret af en række diskontinuerlige "forhindringer" – f.eks. i form af et stykke "hegn" eller en "mur". Mellem disse fysiske barrierer har man etableret en såkaldt "visuel barrierer" bestående af forskellige sensorer, kameraer og andet overvågningsudstyr, som bruges af amerikanske grænsepatruljeagenter, så disse kan rykke ud til grænseovergange, hvor man har mistanke om ulovlige indtrængen. De amerikanske grænsemyndigheder rapporterede i januar 2009, at de havde mere end 580 miles (~930 km) fysiske barrierer tilgængelige ved grænsen. Den samlede længde af den amerikansk-mexicanske grænse er 3.145 km.
Konceptet, om den forslåede grænsemur, blev udviklet af kampagnerådgiverne Sam Nunberg og Roger Stone i 2014, som et let genkendeligt talepunkt, som Trump kunne bruge til at forbinde sine forretningserfaringer som bygherre med hans indvandringspolitik. Muren blev først italesat i januar 2015 ved en konference i Iowa. Trump italesatte igen muren i en tale i juni 2015 i forbindelse med hans annoncering af sin præsidentkampagne, hvori han ligeledes proklamerede, at Mexico ville betale for den. Trump har efterfølgende gentaget denne påstand.